# Громов, Павел Васильевич
Павел Васильевич Гром (ов) (17 (28) февраля 1783 — 30 декабря 1870 (11 января 1871)) — майор, архангельский полицмейстер, холмогорский и пинежский городничий.

## Биография
Родился 17 февраля 1783 года, происходил из дворян Черниговской губернии.
В военную службу вступил 17 января 1799 года унтер-офицером в Киевский кирасирский полк. Затем служил в Финляндском драгунском полку. В 1806 году произведён в подпоручики.
Принимал участие в Отечественной войне 1812 года и последующих Заграничных походах. За отличие в Битве народов под Лейпцигом награждён орденом св. Владимира 4-й степени.
26 ноября 1823 года, будучи капитаном, за беспорочную выслугу 25 лет в офицерских чинах награждён орденом св. Георгия 4-й степени (№ 3750 по кавалерскому списку Григоровича — Степанова). 20 марта 1824 года уволен в отставку в чине майора с мундиром и пенсией.
В дальнейшем служил по гражданскому ведомству. Сначала он был земским исправником Кемского уезда Архангельской губернии, затем занимал ту же должность в Пинежском уезде и, наконец, в 1830 году стал архангельским полицмейстером. В 1833 году Громов был назначен городничим Пинеги и вскоре перемещён на должность городничего в Холмогоры.
Скончался 30 декабря 1870 года в Холмогорах, похоронен на Введенском кладбище.